# ويسترن ديجيتال
شركة ويسترن ديجيتال (بالإنجليزية: Western Digital Corporation)‏، عادة ما تُختصر الكلمة بـ WDC وغالبًا تُعرف باسم ويسترن ديجيتال (بالإنجليزية: Western Digital)‏، وعادة ما تُختصر بـ WD) هي شركة أمريكية مُصنعة لمحركات الأقراص الثابتة للكمبيوتر وشركة مسئولة عن حلول تخزين البيانات. تقوم بتصميم وتصنيع وبيع منتجات تكنولوجيا البيانات، بما في ذلك أجهزة التخزين وأنظمة مراكز البيانات وخدمات التخزين السحابية.
تتمتع ويسترن ديجيتال بتاريخ طويل في صناعة الإلكترونيات كصانع دوائر متكاملة وشركة منتجات تخزين. وهي واحدة من أكبر الشركات المصنعة لمحركات الأقراص الصلبة للكمبيوتر، إلى جانب إنتاج محركات أقراص الحالة الصلبة وأجهزة ذاكرة فلاش. وتشمل منافسيها شركتي إدارة البيانات والتخزين سيجيت تكنولوجي وتقنية ميكرون.

## التاريخ

### عقد 1970
تأسست ويسترن ديجيتال في 23 أبريل 1970 على يد ألفين بي فيليبس، موظف في موتورولا، باسم جنرال ديجيتال (بالإنجليزية: General Digital)‏، في البداية كانت الشركة المصنعة لمعدات اختبار موسفت. وسرعان ما أصبحت شركة متخصصة في صناعة أشباه الموصلات، برأس مال ابتدائي قدمه العديد من المستثمرين الأفراد والعملاق الصناعي إمرسون إلكتريك. في حوالي يوليو 1971، تبنت اسمها الحالي وسرعان ما قدمت منتجها الأول، WD1402A يارت [الإنجليزية].
تم تمويل الشركة من قبل إمرسون إلكتريك والمستثمرين، لبيع رقائق الآلات الحاسبة خلال السنوات الأولى من السبعينيات، وبحلول عام 1975، كانت ويسترن ديجيتال أكبر شركة مستقلة لتصنيع شرائح الحاسبة في العالم. غيرت أزمة النفط في منتصف السبعينيات وإفلاس أكبر عميل لها من الآلات الحاسبة، بومار انسترومنت، وفي عام 1976 أعلنت ويسترن ديجيتال إفلاسها بموجب الفصل 11. بعد ذلك، سحبت إمرسون إلكتريك دعمها للشركة. انضم تشاك ميسلر إلى ويسترن ديجيتال كرئيس مجلس الإدارة والرئيس التنفيذي في يونيو 1977، وأصبح أكبر مساهم في ويسترن ديجيتال.
في عام 1973، أنشئت ويسترن ديجيتال مصنعها في ماليزيا، في البداية لتصنيع أشباه الموصلات.
قدمت ويسترن ديجيتال العديد من المنتجات خلال أواخر السبعينيات، بما في ذلك وحدة المعالجة المركزية إم سي بي 1600 [الإنجليزية] متعددة الشرائح، ذات الكود المصغر. تم استخدام إم سي بي 1600 لتنفيذ نظام بي دي بي 11 [الإنجليزية] الخاص بـ ديجيتال إكوبمينت وحاسوب باسكال ميكرو انجين [الإنجليزية] الخاص به والذي كان يدير الإصدار الثالث من نظام باسكال [الإنجليزية]. ومع ذلك، فإن الدوائر المتكاملة التي أنتجتها ويسترن ديجيتال التي قادت التكامل الغربي للأمام كانت إف دي 1771 [الإنجليزية]، واحدة من أول وحدات تحكم محرك للأقراص المرنة أحادية الشريحة، والتي يمكن أن تحل محل كميات كبيرة من منطق TTL.

### عقد 1980

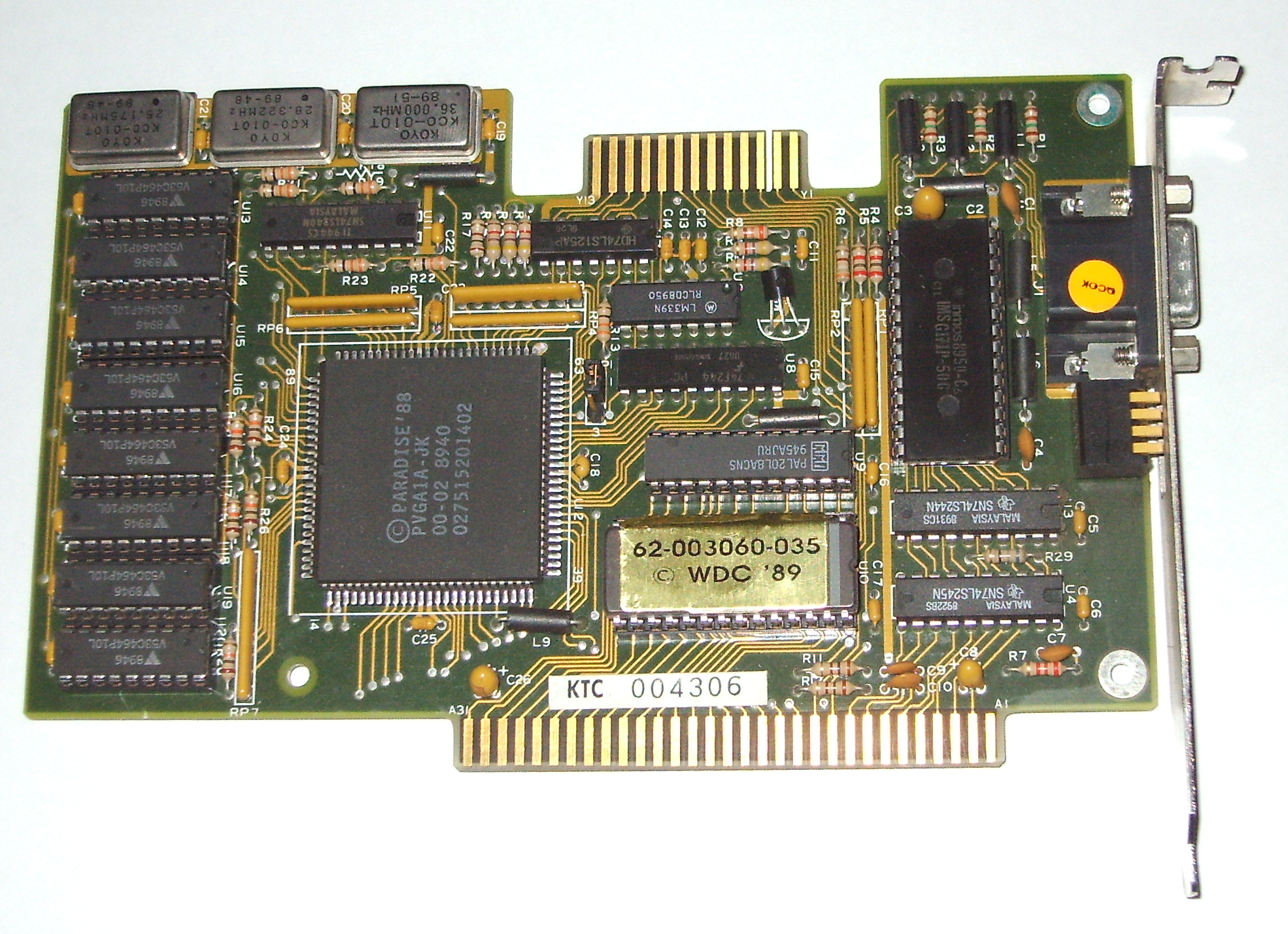
بطاقة ويسترن ديجيتال بارادايز فيجا Paradise VGA، ناقل أيزا 8 بت، حوالي عام 1989

كان إف دي 1771 وأمثاله أول دخول لشركة ويسترن ديجيتال في صناعة تخزين البيانات، بحلول أوائل الثمانينيات، كانوا يصنعون وحدات تحكم في محرك الأقراص الثابتة، وفي عام 1983، فازوا بعقد لتزويد آي بي إم بوحدات تحكم لحواسيب آي بي إم الشخصية. أصبحت وحدة التحكم وي دي 1003 (بالإنجليزية: WD1003)‏ أساس واجهة أتا (التي طورتها ويسترن ديجيتال جنبًا إلى جنب مع قسم التطوير لشركة كومباك وشركة كونترول داتا [الإنجليزية]، المملوكة الآن لشركة سيجيت تكنولوجي)، بدءًا من عام 1986. طوال معظم الثمانينيات، كانت عائلة وحدات التحكم قائمة على وي دي 1003 توفر الجزء الأكبر من إيرادات وأرباح ويسترن ديجيتال، ولفترة من الوقت حققت نموًا هائلاً للشركة.

## من ابتكارات الشركة

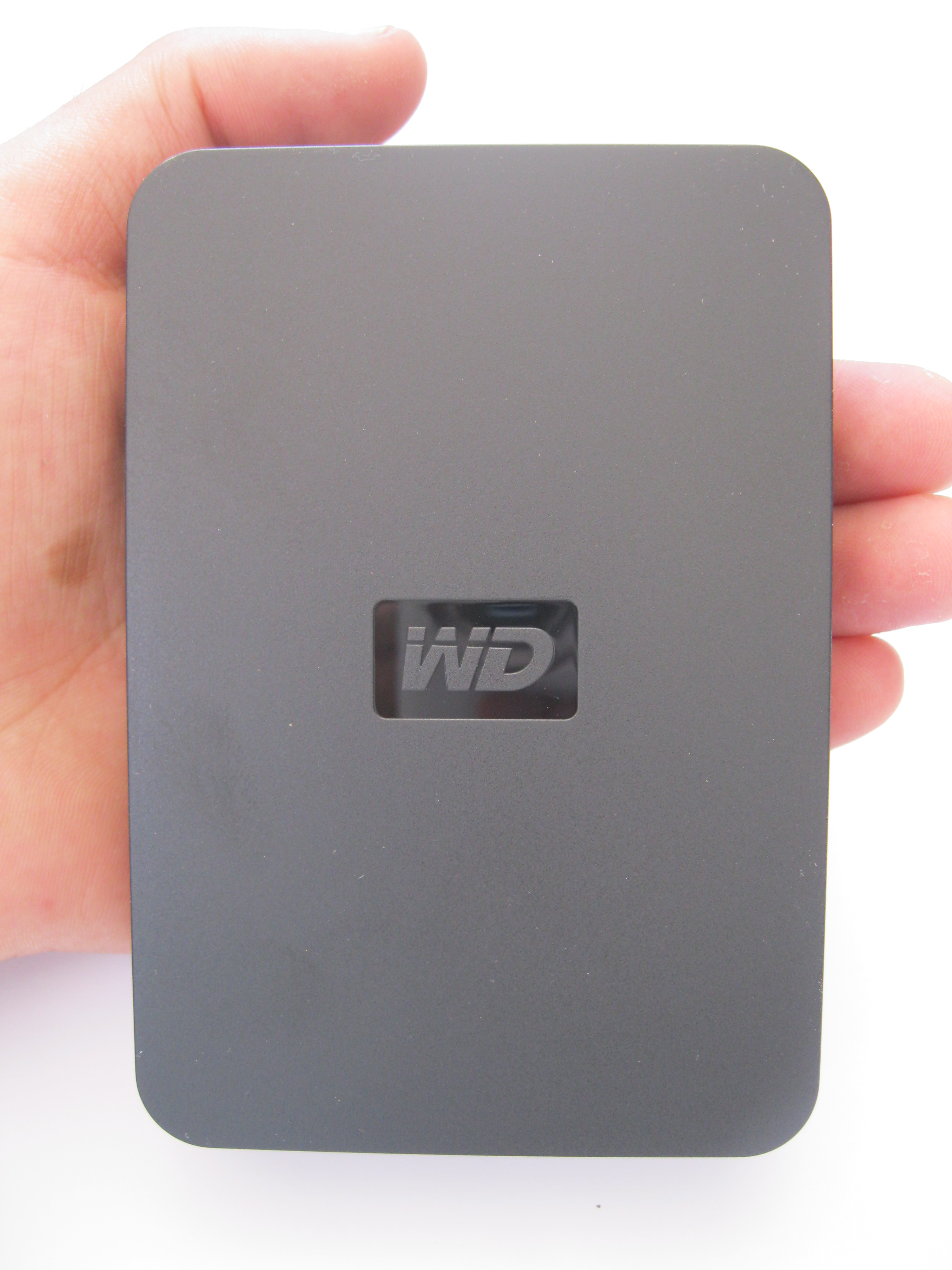
وحدة تخزين خارجية من إنتاج الشركة حجم 500 جيجا

لشركة ويسترن ديجيتال عدة ابتكارات قد سجلت للشركة، منها :
- 1971 : الـ WD1402A,و هي أول رقاقة UART أحادية.
- 1976 : الـ WD1771, وهي أول رقاقة أحادية لمتحكم الأقراص المرنة.
- 1981 : الـ WD1010, وهي أول رقاقة أحادية لمتحكم الـ ST-506.
- 1983 : الـ WD1003, متحكم القرص الصلب. قد طُوّر لموصلات الـ ATA.
- 1986: الـ ATA الشبه مطور مع كومباك ومتحكم البيانات.
- 1986 : الـ WD33C93, إحدى أوائل رقائق الواجهات لكروت من نوع سكازي (SCSI).
- 1987 : WD7000, أول ناقل قائد (Master) لمتحكم الأيزا سكازي (ISA SCSI).
- 1987 : WD37C65, أول رقاقة أحادية (PC/AT) تتوافق مع متحكم الأقراص المرنة.
- 1988 : WD42C22, أول رقاقة أحادية (ATA) تتوافق مع متحكم الأقراص الصبة.
- 1990 : تقديم نواقل الكافيار Caviar.
- 2001 : تصنيع أول ناقل بيانات (ATA) مع مخزن بيانات مؤقت بحجم 8 ميجابايت.
- 2003 : أول ناقل من نوع (SATA) تنقل بسرعة 10.000 لفة في الدقيقة.
- 2007 : أول مُصَنّع يكسر حاجز الـ 250 و320 جيجابايت للأقراص الصلبة المستخدمة في أجهزة الحاسب المحمول، ثالث مُصَنّع يكسر حاجز الـ 750 جيجابايت للأقراص الصلبة المستخدمة في أجهزة الحاسب المكتبية، ثاني مُصَنّع يكسر حاجز الـ 1 تيرابايت للأقراص الصلبة المستخدمة في أجهزة الحاسب المكتبية.

## انظر أيضًا

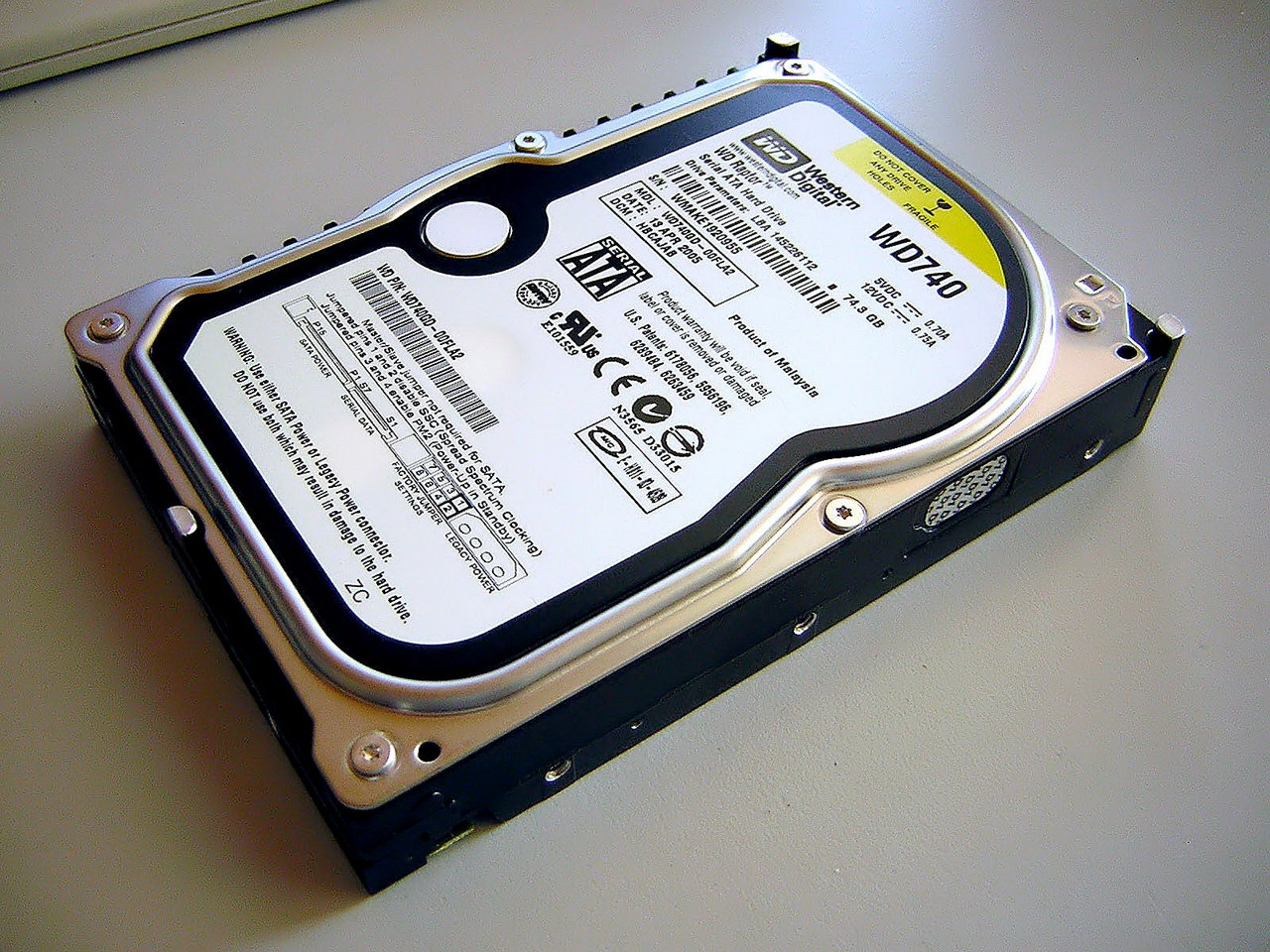
قرص صلب من إنتاج شركة ويسترن ديجيتال يدعم موصلات (نواقل) الـ SATA

## وصلات خارجية
- الموقع الرسمي